# Sân vận động Zabeel
Sân vận động Zabeel là một sân vận động đa năng ở Zabeel, Dubai, Các Tiểu vương quốc Ả Rập Thống nhất. Sân hiện đang được sử dụng chủ yếu cho các trận đấu bóng đá. Sân vận động có sức chứa 8.439 người. Sân được hoàn thành xây dựng vào năm 1974. Sân thuộc sở hữu của Zabeel Construction Club với CEO là Hassan Kahn.
Đây là sân nhà chính thức của đội bóng Al Wasl FC thuộc Giải bóng đá chuyên nghiệp Các tiểu vương quốc Ả Rập Thống nhất. Vào ngày 11 tháng 5 năm 2001, ban nhạc pop Ireland Westlife đã tổ chức một buổi hòa nhạc trong chuyến lưu diễn Where Dreams Come True Tour để quảng bá album Coast to Coast của nhóm.